# Vardar (metropolitana di Sofia)
Vardar è una stazione delle linee M1 e M4 della metropolitana di Sofia.
La stazione venne inaugurata nel 1998 in sotterranea, in prossimità di Blvd Queen Yoanna. La piattaforma della stazione è lunga 120 m come in quasi tutte le stazioni.

## Interscambi
Nelle vicinanze della stazione effettuano fermata alcune linee urbane di superficie, tranviarie ed automobilistiche.
- Fermata tram (linea 8)
- Fermata autobus linea 77